# Eusebi d'Esztergom
Eusebi d'Esztergom, en hongarès Boldog Özséb ("beat Eusebi") (Esztergom, Hongria, 1200 – Pilisszentkereszt, 20 de gener de 1270), fou un religiós, fundador de l'Orde de Sant Pau Primer Eremita o Paulins. És venerat com a beat per l'Església catòlica. Els intents de promoure la beatificació del fundador foren interromputs per les guerres i la invasió otomana d'Hongria. El 1989, el procés fou reprès i reunida de nou la documentació del procés, que continua en marxa.

## Biografia
La seva vida és narrada a la Vita Fratrum Sancti Pauli Thebae de Grigor Gyöngyösi. Segons la font, Özséb va néixer en una família noble d'Hongria. Va estudiar a l'escola catedralícia i va seguir la carrera eclesiàstica, ordenant-se prevere.
Seriós, reservat i de gran bondat, va ésser canonge d'Esztergom. Autor d'obres religioses, no se n'ha conservat cap llevat dels títols. Molt relacionat amb els eremites que feien vida ascètica a la rodalia de la ciutat, i que hi anaven per vendre o bescanviar els cistells que feien, Eusebi els visitava amb freqüència i va voler fer ell també el mateix tipus de vida; el bisbe István Váncsa, però, no li donà el permís.
Durant la invasió dels tàrtars (1241), es dedicà a l'atenció als nombrosos ferits de la ciutat. En 1246, obtingué l'autorització per retirar-se a fer vida eremítica. Renuncià als seus béns i a la canongia i anà a les muntanyes properes a Piliszántó, on visqué en una cova amb dos companys eremites. Mentre pregava, ja passat el temps, va tenir una visió: al bosc, veia cremar flames, que es nodrien unes a les altres al peu d'una creu; sentí una veu que li deia que reunís els ermitans i formés una comunitat.
Així, en 1250 va fer construir vora la cova un monestir i una església, que aviat va atreure gent que volia unir-s'hi. Un cop formada la comunitat, Eusebi va viatjar pel regne, visitant altres grups d'eremites, entre ells el de Pécs, que ja vivia en comunitat des de 1225. Llavors va demanar al bisbe de Pécs, Bertalan, la regla que aquest havia redactat per a aquest grup, per aplicar-la al seu: aviat, les dues comunitats formaren una de sola, que elegí Eusebi com a superior. Triaren com a sant patró l'eremita sant Pau de Tebes i prengueren el nom de Germans de Sant Pau Eremita. Com que el primer monestir s'havia posat sota l'advocació de la Santa Creu, se'ls anomenà també Germans de la Santa Creu i aviat n'hi hagué més comunitats.
Al concili d'Esztergom de 1256, Eusebi apareix com a provincial de l'orde. En 1262 viatja a Roma per demanar-ne l'aprovació a la Santa Seu; amb el suport de Tomàs d'Aquino, que era filla d'una dona hongaresa, la presentà a Urbà IV. No donà l'aprovació, però, perquè l'orde no podia sostenir-se econòmicament, quedant pendent que Pau, el bisbe de Veszprém, examinés els monestirs. Un cop va fer-ho i informà el papa, aquest va aprovar l'orde amb el nom d'Orde de Sant Pau Primer Eremita.
Eusebi va morir en 1270 al monestir de la Santa Creu d'Esztergom després d'una malaltia, i fou sebollit a la seva església.

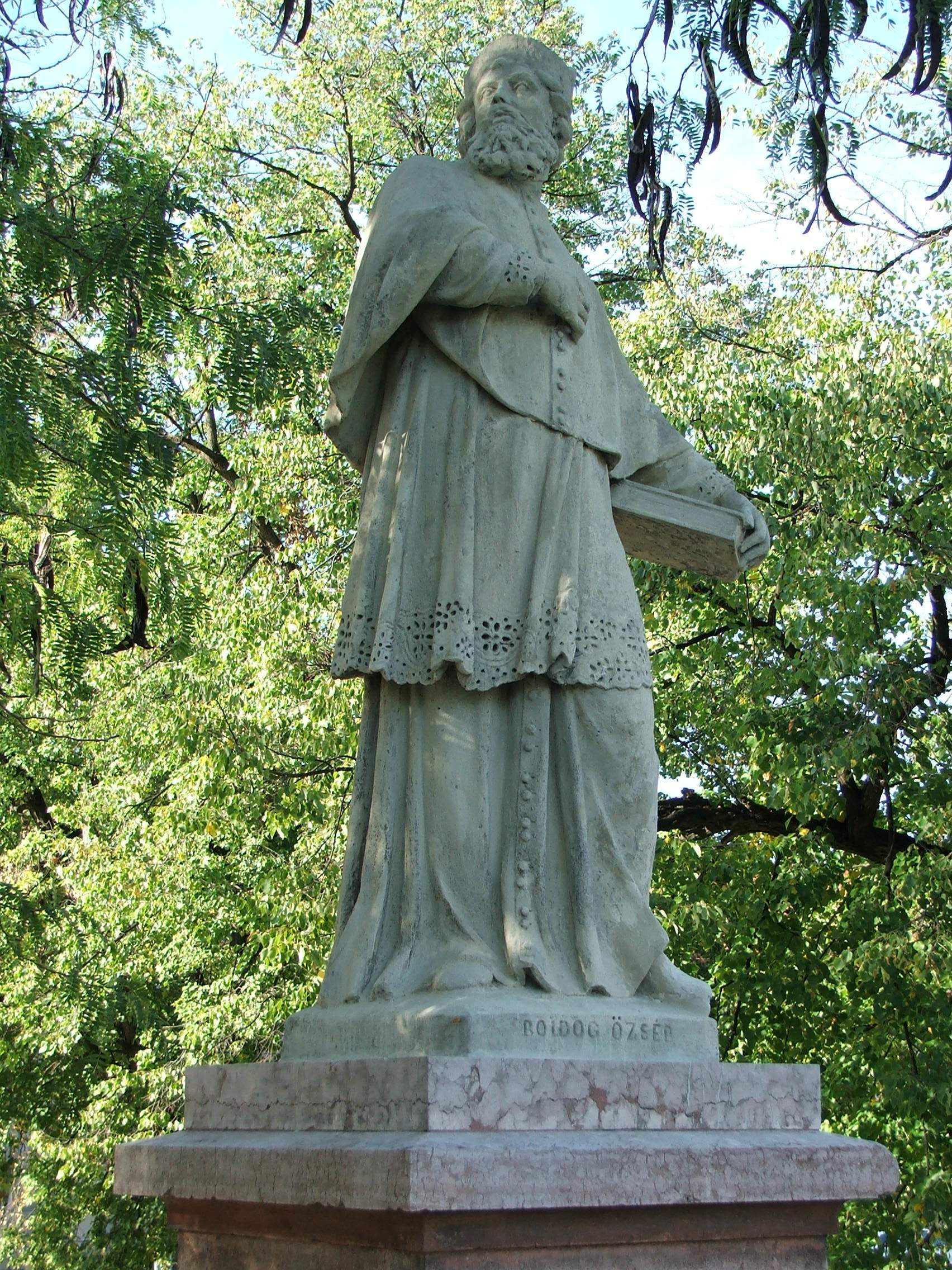
Escultura vora la basílica de S. Esteve d'Esztergom
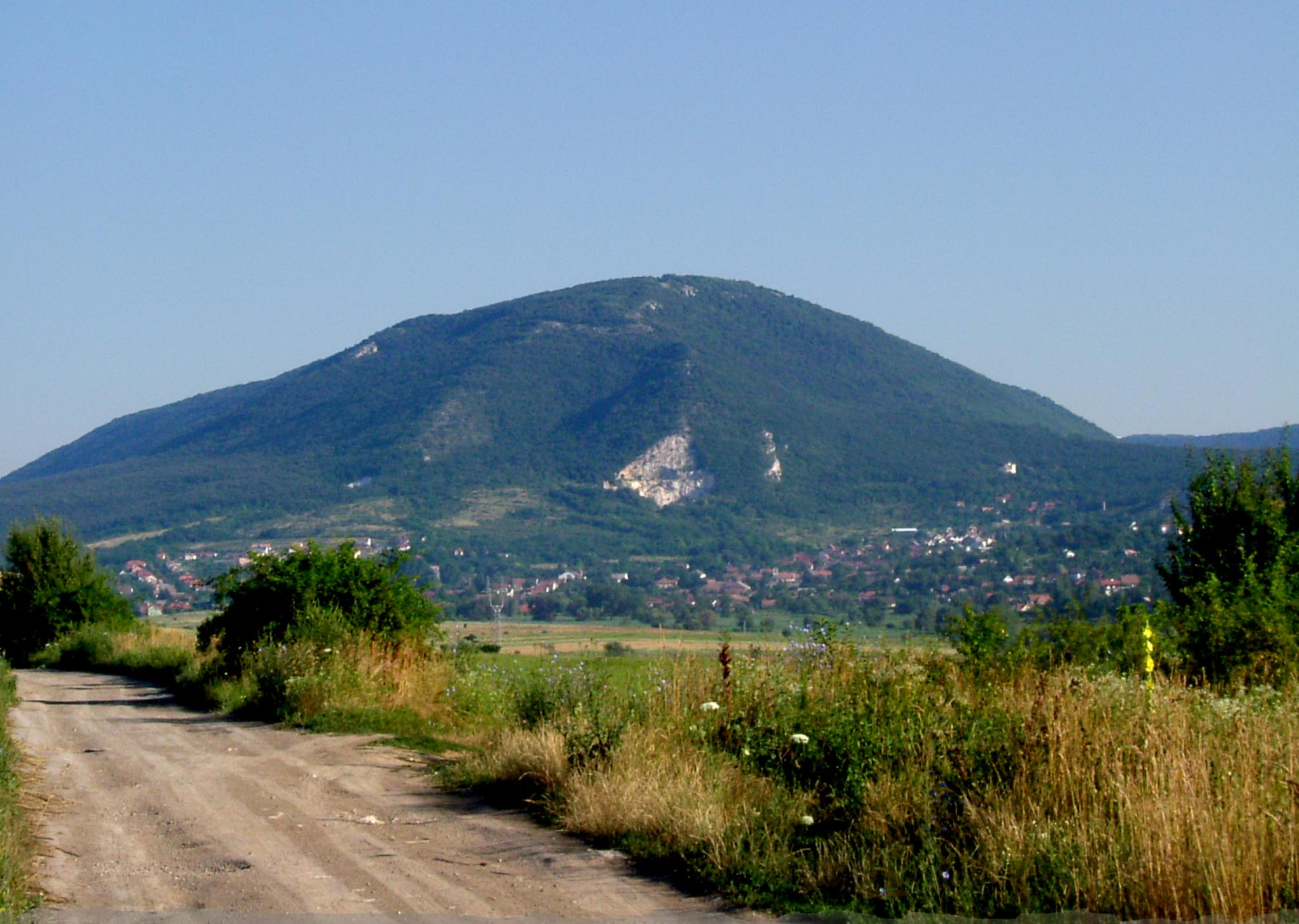
Muntanyes de Pilisszanto, on va retirar-se Eusebi